# Hrabstwo Teton (Montana)
Hrabstwo Teton (ang. Teton County) – hrabstwo w stanie Montana w Stanach Zjednoczonych. Obszar całkowity hrabstwa obejmuje powierzchnię 2292,58 mil² (5937,75 km²). Według szacunków United States Census Bureau w roku 2009 miało 6088 mieszkańców. Jego siedzibą jest Choteau.
Hrabstwo powstało w 1893 roku.

## Miasta
- Choteau
- Dutton
- Fairfield

## CDP
- Bynum
- Power